# Cerveau matriochka
Pour les articles homonymes, voir Matriochka.

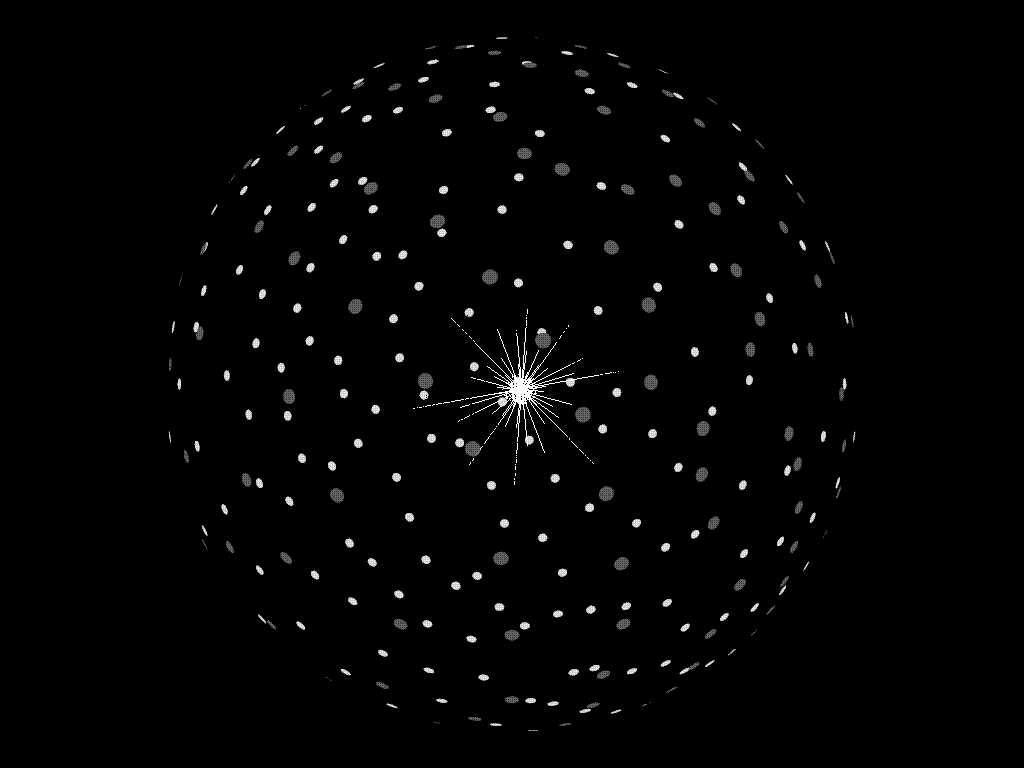
Sphère de Dyson, point de départ de l'hypothèse de Robert Bradbury.

Un cerveau matriochka est une mégastructure hypothétique proposée par Robert Bradbury, fondée sur la sphère de Dyson et dotée d'une capacité informatique immense. Il capte toute l'énergie produite par une étoile pour faire fonctionner ses systèmes informatiques. Le concept tire son nom des poupées russes, les matriochkas.

## Description
Le terme cerveau matriochka a été forgé par Robert Bradbury comme alternative au « cerveau de Jupiter », un concept identique mais à l'échelle planétaire. La conception d'un cerveau matriochka s'appuie sur sa capacité propre et sur une capture maximale des rayonnements émis par son étoile source, tandis que le cerveau de Jupiter est conçu pour minimiser le délai de signal et maximiser la vitesse de calcul.
Une telle structure hypothétique se composerait d'au moins deux sphères de Dyson disposées autour d'une étoile et gerbées l'une dans l'autre. Des ordinateurs à l'échelle naine constitueraient une partie importante des coquilles. Les échanges énergétiques entre l'étoile et l'espace alimenteraient ces processeurs en énergie. Une coquille (ou un composant, si en forme d'essaim de Dyson), absorberait l'énergie rayonnée sur sa surface intérieure et s'en servirait pour faire fonctionner ses systèmes informatiques. L'énergie émise par les systèmes informatiques (sous forme thermique, par exemple) serait récoltée et utilisée par les systèmes informatiques de la coquille suivante. Ce processus serait répété pour chaque coquille. Plus une coquille serait éloignée du cœur du cerveau matriochka, plus sa surface serait grande, et plus l'énergie qu'elle recevrait serait diffuse. C'est pourquoi les ordinateurs nains de chaque coquille seraient conçus pour fonctionner à des températures différentes ; les composants au cœur avoisineraient la chaleur de l'étoile centrale, tandis que les couches extérieures de la structure pourraient approcher le froid interstellaire. Ainsi, un cerveau matriochka possédant un nombre restreint de coquilles aurait une température extérieure relativement élevée, tandis que de nombreuses couches de coquilles présenteraient une température extérieure de moins de 30 kelvins.
Le mécanisme idéal pour puiser l'énergie dans les rayonnements qui passent par les coquilles, le nombre de coquilles et leur taille idéale font l'objet de spéculations. Bien que le concept du cerveau matriochka ne viole aucune des lois établies de la physique, l'ingénierie nécessaire pour construire une telle structure serait complexe. Le projet obligerait la déconstruction d'une grande partie (sinon la totalité) du système planétaire de l'étoile pour obtenir les matériaux de construction.

## Types de cerveaux matriochka
Il existe différents types de cerveaux matriochka, chacun ayant un fonctionnement différent. Les trois principaux sont :
- le cerveau matriochka d'alimentation interne ;
- le cerveau matriochka d'alimentation externe ;
- le cerveau matriochka autonome.

### Cerveau matriochka d'alimentation interne
Le cerveau Matriochka d'alimentation interne est construit autour d'une étoile, comme une sphère de Dyson de type I, c'est-à-dire en forme de coquille.

### Cerveau matriochka d'alimentation externe
Le cerveau Matriochka d'alimentation externe est construit indépendamment d'une étoile et est alimenté par une source extérieure.

### Cerveau matriochka autonome
Le cerveau Matriochka autonome ne repose pas sur une étoile pour son alimentation mais génère lui-même de l'énergie (par fusion ou par fission nucléaires).

## Propriétés
Sur une grande échelle, le cerveau matriochka est limité, dans sa phase primaire, par les ressources fournies par un système planétaire isolé, ainsi que par l'habileté du constructeur dans le domaine de l'ingénierie stellaire. Néanmoins, sur une échelle microscopique, le cerveau matriochka est limité par l'habileté du constructeur à assembler la matière atome par atome, dans les nanotechnologies. C'est l'union de ces deux méthodes de construction qui permet l'utilisation optimale des ressources du système.

### Énergie recueillie
L'énergie recueillie par un cerveau matriochka varie selon la distance des panneaux solaires à l'étoile (la source d'énergie) et les caractéristiques propres aux panneaux solaires. En 1992, Eric Drexler a estimé qu'avec l'aide de la seule nanotechnologie, il devrait être possible de construire des panneaux solaires d'une masse d'environ 10−3 kg pouvant générer environ 105 W/kg en orbite terrestre[réf. nécessaire]. Étant donné que l'énergie émise par le Soleil est de 3,826 × 1026 W, il faudrait alors 3,826 × 1021 kg de panneaux solaires en orbite autour de la Terre. Par comparaison, cette masse peut être rapprochée à la masse totale des objets de la ceinture d'astéroïdes. Placer les panneaux solaires sur une orbite plus proche du Soleil diminuerait la quantité de panneaux à disposer, mais ceux-ci se détérioreraient plus vite[Information douteuse]. Geoffrey Landis a prouvé en 1998 que l'énergie récupérée par des panneaux solaires sur une orbite très proche d'une étoile serait moindre que celle récupérée sur une orbite plus élevée, à cause du besoin constant de réparer et remplacer les panneaux solaires endommagés.

### Panneaux solaires
Les panneaux solaires du cerveau matriochka peuvent voir leur efficacité mesurée selon plusieurs critères, que sont :
- l'efficacité de récupération d'énergie ;
- la masse nécessaire pour une certaine récupération d'énergie ;
- le temps requis pour construire un panneau solaire ;
- la longévité et l'entretien nécessaire.

L'énergie électromagnétique collectée pourrait être du spectre visible ou de tout le spectre électromagnétique, ce qui augmenterait l'efficacité de la récupération d'énergie.

### Stockage du système informatique
Le système informatique du cerveau matriochka requerrait des composants pouvant stocker les données. Robert Bradbury a imaginé quatre niveaux de stockage, chacun nécessitant moins de matière et d'énergie que le précédent, :
- dispositifs optiques ou magnétiques ;
- éléments ayant une structure atomique particulière (l'ADN par exemple) ;
- charges d'électrons ou spin d'électrons ;
- paquets de photons.

À propos de ces niveaux de stockage, Robert Bradbury écrit : « Photonic storage seems to be the limit because the smallest amount of matter/energy is required to represent a bit. » (« Le stockage photonique semble être la limite car il nécessite la plus petite quantité de matière ou d'énergie pour encoder un bit. »)

### Localisation
Pour qu'un cerveau matriochka soit le plus performant et le plus efficace possible, la localisation idéale serait dans une zone peu radioactive, présentant une source d'énergie proche et abondante et une source de matériaux facilement récupérables. Enfin, il est souhaitable pour un cerveau matriochka d'être éloigné de sources de disruptions gravitationnelles comme des trous noirs.
Les amas globulaires rassemblent toutes ces qualités, qui pourraient donc être un lieu optimal de construction de cerveaux matriochka. Un cerveau matriochka d'alimentation externe pourrait être construit dans un amas globulaire et être approvisionné en énergie par de multiples rayons d'énergie provenant de multiples étoiles. Plus simplement, un cerveau matriochka pourrait être construit autour d'une étoile grâce aux ressources disponibles dans son système planétaire.
Les caractéristiques de l'étoile autour de laquelle pourrait être construit un cerveau matriochka doivent aussi être prises en compte. Bâtir une telle structure autour d'une étoile massive permettrait d'avoir accès à une grande quantité d'énergie mais cela nécessiterait une grande quantité de matières premières. Construire un cerveau matriochka autour d'une étoile d'une masse plus faible permettrait de réduire les coûts en matière première mais une telle structure récolterait moins d'énergie. La durée de vie de l'étoile est aussi un facteur important. Une étoile massive a une durée de vie beaucoup moins importante qu'une étoile peu massive, donc un cerveau matriochka construit autour d'une petite étoile pourra récolter de l'énergie plus longtemps, ce qui se compte en millions d'années tout de même.

## Utilisation du cerveau matriochka
Un cerveau matriochka peut récolter de très grandes quantités d'énergie et générer une puissance de calcul phénoménale. Cette énergie et cette puissance de calcul peuvent être employées à plusieurs fins.

### Simulation
Charles Stross a suggéré qu'il était peut-être possible de générer des simulations parfaites et d'encoder des esprits humains dans cette réalité virtuelle. Cette simulation serait portée par la puissance de calcul du cerveau matriochka. La possibilité de simuler des univers entiers a même été soulevée par Damien Broderick. Certaines hypothèses soulignent l'utilisation d'un cerveau matriochka comme réponse au paradoxe de Fermi : une civilisation avancée se simulerait dans un univers virtuel et il serait impossible de la détecter autrement que par la détection du cerveau matriochka lui-même.

### Déplacement
Une partie de l'énergie récoltée pourrait être utilisée pour déplacer le cerveau matriochka grâce à un moteur à fusion nucléaire,.

## Méthode de construction
La plupart des méthodes de construction envisagées pour un cerveau matriochka reposent sur la collecte de matériaux dans le système planétaire en question. Cette collecte peut se faire, dans un premier temps, au niveau des astéroïdes, mais à plus long terme, on peut envisager le désassemblage de planètes entières. Le désassemblage de planètes gazeuses permettrait aussi d'obtenir de l'hydrogène et de l'hélium, pouvant être utilisés comme carburant pour des réacteurs à fusion nucléaire. Ceux-ci fourniraient l'énergie nécessaire pour accélérer la récolte de ressources,.
D'autres méthodes de construction sont considérées, prévoyant par exemple le désassemblage de Mercure. En effet, cette planète étant la plus proche du Soleil, il serait plus économique énergétiquement d'en déplacer les matériaux vers le Soleil que depuis une autre planète, si l'on considère que la première couche du cerveau matriochka serait positionnée sur une orbite relativement proche de l'étoile.
L'emploi de sondes pouvant se répliquer pourrait aussi accélérer grandement la construction d'un cerveau matriochka.

## Détection
Pour détecter une mégastructure comme un cerveau matriochka, on peut utiliser les mêmes techniques que pour détecter une sphère de Dyson : toutes deux sont des mégastructures, ayant la même base. L'occultation régulière d'une étoile peut indiquer une structure en orbite autour d'elle.
Le dégagement d'un faible rayonnement infrarouge pourrait être un autre indicateur.

## Civilisations et échelle de Kardashev
Un cerveau matriochka construit autour d'une étoile comme notre Soleil pourrait récolter environ 3,8 × 1026 W, ce qui placerait la civilisation l'ayant construit dans le type II de l'échelle de Kardachev. Le passage entre une civilisation de type I et de type II grâce à la construction d'un cerveau matriochka pourrait être rapide, une fois maîtrisés les domaines de la nanotechnologie, de la technologie de dissipation de l'énergie, et des panneaux solaires.
| Type | Puissance (W) |
| ---- | ------------- |
| I    | 2,1 × 1016    |
| II   | 3,8 × 1026    |
| III  | 4 × 1037      |